# ژانگ یوجیان
ژانگ یوجیان (چینی: 张雨剑؛ انگلیسی: Zhang Yujian، زادهٔ ۹ فوریه ۱۹۹۰) بازیگر اهل چین است. وی از سال ۲۰۱۱ میلادی تاکنون مشغول فعالیت بوده‌است.
از فیلم‌ها یا برنامه‌های تلویزیونی که وی در آن نقش داشته‌است می‌توان به نیروانا در آتش اشاره کرد.